# Badr al-Din al-Ayni
Badr al-Din al-'Ayni (Árabe: بدر الدين العيني) nacido en 762 AH (1360 d. C.) y fallecido en 855 AH (1453 d. C.) fue un erudito islámico sunita de la madhab Hanafi. Al-'Ayni es una abreviación de al-'Ayntābi, refiriéndose a su ciudad natal.

## Biografía
Nació en una familia académica en 762 AH (1360 dC) en la ciudad de 'Ayntāb (que ahora es Gaziantep en la actual Turquía). Estudió historia, adab, y ciencias de la religión islámica, y hablaba turco. Hay evidencia de que además hablaba, al menos, persa. En 788 AH (1386 dC), viajó a Jerusalén, donde se reunió con el jeque Hanafi al-Sayrāmī, que era el jefe de la recién creada madraza Zāhiriyah (escuela) y khānqah (retiro de Sufi). Al-Sayrami invitó al-'Ayni que le acompañara a su casa en El Cairo, donde se convirtió en uno de los sufíes del Zāhiriyah. Este fue un gran paso para el joven al-'Ayni, ya que representaba la entrada en "una institución con vínculos con el nivel más alto de la élite gobernante".
Estableció una buena reputación y fue visto inicialmente con buenos ojos. Sin embargo, después de la muerte de al-Sayrāmī en 790 AH (1388 CE), al-'Ayni se vio envuelto en un conflicto de personalidad con el emir Jārkas al-Khalīlī, quien trató de sacarlo de El Cairo. Al-'Ayni describió más tarde a al-Khalīlī, como arrogante y dictatorial - "un hombre satisfecho con su propia opinión." Se salvó de la expulsión por uno de sus maestros, Siraj al-Din al-Bulqini, pero prudentemente decidió abandonar El Cairo por un tiempo de todos modos. De El Cairo se fue a enseñar en Damasco, donde fue nombrado muhtasib (supervisor de la sharia en el mercado) por el emir, y regresó a El Cairo algún tiempo antes de 800 AH (1398 d. C.).
Una vez de vuelta en El Cairo, al-'Ayni fortaleció su posición social y política al asociarse con varios emires, haciendo el Hajj con el emir Tamarbughā al-Mashtūb. También tuvo el patrocinio del poderoso emir Jakm min 'Awd, quien fue dawadār (literalmente "tintero titular": un secretario o asesor confidencial) del Sultán Barqūq. Tras la muerte de Barqūq, al-'Ayni se convirtió en el muhtasib de El Cairo, desplazando el erudito al-Maqrīzī. De acuerdo con al-Maqrīzī (una parte interesada) Jakm que obtuvo el puesto de al-'Ayni, sin embargo, el historiador Ibn Taghribīrdī expone que era un esfuerzo cooperativo de Jakm y otros dos emires, Qalamtāy al-'Uthmānī y Taghribīrdī al-Qurdamī. En cualquier caso, este fue el comienzo de una disputa permanente entre los dos ulama: "Desde ese día, hubo hostilidad entre los dos hombres hasta que ambos murieron".
Al-'Ayni se al-Maqrīzī sucedieron alternativamente como muhtasib de El Cairo, varias veces durante los próximos años, probablemente un reflejo de la lucha de poder entre Jakm min 'Awd y el patrón de al-Maqrīzī, Yashbak al-Sha'bānī. Ni ocupó el cargo durante mucho tiempo. En el reinado de al-Nasir Faraj, hijo y sucesor de Barqūq, al-'Ayni fue nombrado para el "lucrativo y prestigioso" puesto de nāzir al-ahbas (supervisor de los legados píos). Él sería despedido y volvería a ser nombrado a este puesto varias veces, finalmente, asegurándolo para siempre en el reino del Sultán Mu'ayyad Shaykh y mantenerlo hasta que tuvo noventa y uno.
El prestigio de al-'Ayni creció a medida que envejecía. Mu'ayyad Shaykh lo nombró embajador ante los Karamanidas en 823 AH (1420 d. C.). Más tarde, iba a ser llamado a dar conferencias sobre los temas aprendidos ante el sultán, a veces leyendo historia en voz alta en árabe y explicándolo en turco para el beneficio del Sultán. El Sultán al-Ashraf Barsbāy es relatado diciendo: "El Islam es conocido sólo a través de él" y law lā al-'ayntābi la-kāna fī islāmina shay', "Si no fuera por al-'Ayntābi habría que sospechar algo en nuestro Islam". Barsbāy veces envió a al-'Ayni como su representante para recibir a dignatarios extranjeros, al parecer debido a su dominio de varios idiomas.
Barsbay menudo se dirigió a al-'Ayni para el asesoramiento sobre cuestiones jurídicas, y lo nombró jefe de cadí Hanafi (juez) en el año 829 AH (1426 d. C.). Fue destituido de este cargo después de tres años; por su propio informe, tanto él como el jefe Shafi'i cadí Ibn Hajar al-Asqalani, fueron despedidos al mismo tiempo, debido a que sus peleas constantes se les distraía de sus deberes, aunque añade que esto era una calumnia difundida por sus enemigos en la corte. Fue nombrado de nuevo más tarde.
En el reinado del sucesor de Barsbāy, al-Aziz Jaqmaq, al-'Ayni fue destituido como jefe de cadí Hanafi de nuevo. Se retiró de la corte y se concentró en sus escritos académicos. En el año 853 AH (1449 d. C.) fue despedido del puesto de nāzir al-ahbas, probablemente debido a la mala memoria. Murió en el año 855 AH (1451 d. C.) a la edad de noventa y tres, habiendo sobrevivido a todos sus hijos, y fue enterrado en su propia madraza en El Cairo.

## Obras
- Umdat al-Qari
- al-Binaya Sharh al-Hidaya
- al-Sayf al-Muhammad fī Sīrat al-Malik al-Mu'ayyad (una biografía del Sultán Mu'ayyad Shaykh)
- 'Iqd al-Jūman fī Ta'rikh Ahl al-Zamán
- ar-Rad al-Waafir (Árabe: الرد الوافر)
- Nukhab al-Afkar fi Tahqiq Mabani al-Akhbar fi Sharh Ma`ani al-Aathar

- Datos: Q257745